# NGC 4944
NGC 4944 est une vaste galaxie lenticulaire située dans la constellation de la Chevelure de Bérénice. Sa vitesse par rapport au fond diffus cosmologique est de 7 231 ± 19 km/s, ce qui correspond à une distance de Hubble de 106,6 ± 7,5 Mpc (∼348 millions d'al). NGC 4944 a été découverte par l'astronome germano-britannique William Herschel en 1785.
À ce jour, quatre mesures non basées sur le décalage vers le rouge (redshift) donnent une distance de 99,500 ± 14,102 Mpc (∼325 millions d'al), ce qui est à l'intérieur des valeurs de la distance de Hubble. Notons cependant que c'est avec la valeur moyenne des mesures indépendantes, lorsqu'elles existent, que la base de données NASA/IPAC calcule le diamètre d'une galaxie et qu'en conséquence le diamètre de NGC 4944 pourrait être d'environ 66,9 kpc (∼218 000 al) si on utilisait la distance de Hubble pour le calculer.
La désignation ABELL 1656:[GMP83] 0756 par la base de données NASA/IPAC indique que NGC 4944 est un membre d'Abell 1656 et donc de l'amas de la Chevelure de Bérénice. Elle figure dans le catalogue de Godwin, Metcalfe et Peach publié en 1983.

## Supernova
La supernova SN 1973F a été découverte dans NGC 4944 le 31 mars 1973 par l'astronome tchèque Luboš Kohoutek. Le type de cette supernova n'a pas été déterminé.

## Groupe de NGC 4889
NGC 4944 fait partie du groupe de NGC 4889, la galaxie la plus brillante de ce groupe. Ce groupe de galaxies compte au moins 18 membres. Les autres galaxies du groupe sont NGC 4789, NGC 4807, NGC 4816, NGC 4819, NGC 4827, NGC 4839, NGC 4841, NGC 4848, NGC 4853, NGC 4874, NGC 4889, NGC 4895, NGC 4911, NGC 4926, NGC 4966, NGC 4841A et UGC 8017 (noté 1250+2839 dans l'article de Mahtessian pour CGCG 1250.4+2839).
Le groupe de NGC 4889 fait partie de l'Amas de la Chevelure de Bérénice.